# Метод h-box
Метод h-box — метод моделювання параметричних полів на основі застосування скінченних об'ємів.
Суть методу полягає в тому, що у ньому пропонується для інтегрування скінченного об'єму (отримання параметричних полів у рамках цього об'єму) побудувати на кожній з його граней кілька додаткових «h-осередків» і з їх допомогою визначити потоки через границі скінченного об'єму.
Для модельної задачі в одному просторовому вимірі з використанням відповідних обмежувальних стратегій показано, що результуючий метод суттєво зменшує обсяг обчислень. У двох просторових вимірах стабільність результату підтримується за допомогою обертання h-box
Для n-вимірного простору обчислення ускладнюються.